# Drugeon
Pour l’article homonyme, voir Drugeon (homonymie).
Le Drugeon est une rivière française du Massif du Jura coulant dans le département du Doubs, en région Bourgogne-Franche-Comté. C'est un affluent en rive gauche du Doubs, donc un sous-affluent du Rhône par le Doubs et la Saône.

## Géographie
La longueur de son cours d'eau est de 39,1 km. Il prend sa source, sous le nom de bief Belin, dans les marais de Malpas et de Vaux-et-Chantegrue, à 930 m d'altitude dans la Combe du Sauvage.
La combe fait partie du site Natura 2000, Lac et tourbières de Malpas, les prés Partot et le bief Belin. Le bief Belin s’écoule vers le sud-ouest sur environ 3,6 km pour rejoindre le ru de Chantegrue à Vaux-et-Chantegrue et former le Drugeon.
Le Drugeon conflue en rive gauche dans le Doubs, à 805 m au lieu-dit Tout-Vent situé au nord de Pontarlier à la frontière des villages de Doubs et d'Arçon, après avoir traversé successivement les villages de Bonnevaux, Bouverans, La Rivière-Drugeon, Bannans, Sainte-Colombe, Houtaud, Dommartin et Vuillecin. L'altitude du bassin du Drugeon varie de 930 mètres à 805 mètres.

### Communes et cantons traversés
Dans le seul département du Doubs, le Drugeon traverse quatorze communes, et trois cantons :
- dans le sens amont vers aval : Malpas (source), La Planée, Vaux-et-Chantegrue, Bonnevaux, Bouverans, La Rivière-Drugeon, Bannans, Sainte-Colombe, Chaffois, Houtaud, Dommartin, Vuillecin, Doubs, Arçon (confluence).

Soit en termes de cantons, le Drugeon prend source dans le canton de Pontarlier, traverse les canton de Mouthe et conflue dans le canton de Montbenoît, le tout dans l'arrondissement de Pontarlier.

### Toponymes
Le Drugeon a donné son nom à la commune de La Rivière-Drugeon.

### Bassin versant
Le Drugeon traverse une seule zone hydrographique « Le Drugeon » (U203) de 220 km2 de superficie. Ce bassin versant est constitué à 47,50 % de « territoires agricoles », à 37,32 % de « forêts et milieux semi-naturels », à 9,06 % de « zones humides », à 5,11 % de « territoires artificialisés », à 1,03 % de « surfaces en eau ».

### Organisme gestionnaire
L'organisme gestionnaire est l'EPAGE Haut-Doubs Haute-Loue. Il est notamment animateur de 4 sites Natura 2000, et initiateur des nombreux projets de restauration de milieux humides et de réhabilitation hydrologique par le biais de financements Européens (LIFE).

## Affluents
Le Drugeon a deux affluents référencés :
- la Raie du Lotaud (rg[note 1]), 4,7 km sur les deux communes de Frasne et Bouverans, qui prend source dans la Grande Seigne, traverse l'Étang de Frasne, l'Étang Lucien et la réserve naturelle régionale des Tourbières de Frasne-Bouverans[7] ;
- le Bief Voulain (rd), 1,9 km sur les trois communes de Granges-Narboz, Sainte-Colombe et Chaffois.

Le rang de Strahler est donc de deux.

## Hydrologie
Le Drugeon est une rivière assez abondante, comme la plupart des cours d'eau du bassin de la Saône. 

### Le Drugeon à Vuillecin
Son débit a été observé durant une période de 46 ans (1967-2014), à Vuillecin, localité toute proche de son confluent avec le Doubs. Le bassin versant de la rivière y est de 191 km2 soit la quasi-totalité de celui-ci 220 km2, et à 803 m d'altitude.
Le module de la rivière à Vuillecin est de 3,17 m3/s.
Le Drugeon présente des fluctuations saisonnières de débit fort peu marquées, avec une période de hautes eaux allant de l'automne au printemps et caractérisée par des débits mensuels moyens situés entre 3,77 et 4,60 m3/s, de novembre à avril inclus (avec un maximum en février). Dès fin avril, le débit diminue lentement pour aboutir à la période des basses eaux qui se déroule en juillet et en août, amenant une baisse du débit moyen mensuel allant jusqu'à 1,96 m3/s au mois d'août.

### Étiage ou basses eaux
À l'étiage le VCN3 peut chuter jusque 0,220 m3/s, en cas de période quinquennale sèche, soit 220 litres par seconde, ce qui ne peut être qualifié de vraiment sévère.

### Crues
Les crues peuvent cependant être assez importantes. Les QIX 2 et QIX 5 valent respectivement 29 et 38 m3/s. Le QIX 10 est de 44 m3/s, le QIX 20 de 50 m3/s, tandis que le QIX 50 se monte à 57 m3/s.
Le débit instantané maximal enregistré à Vuillecin durant cette période, a été de 53 m3/s le 14 mars 1981, tandis que le débit journalier maximal enregistré était de 47,9 m3/s le même jour. En comparant la première de ces valeurs à l'échelle des QIX de la rivière, il apparaît que cette crue était d'ordre vicennal, destinée à se répéter tous les 20 ans en moyenne. la hauteur maximale instantanée a aussi était comptée le 14 mars 1981 à 212 centimètres soit 2,12 m.

### Lame d'eau et débit spécifique
La lame d'eau écoulée dans le bassin versant du Drugeon est de 545 millimètres annuellement, ce qui est largement supérieur à la moyenne d'ensemble de la France tous bassins confondus, mais aussi plus élevé que la moyenne du bassin de la Saône (501 millimètres/an à Lyon). Le débit spécifique (ou Qsp) de la rivière atteint 17,2 litres par seconde et par kilomètre carré de bassin.

## Un bassin de grand intérêt écologique
On y recense une flore exceptionnelle (49 espèces protégées) et une faune remarquable pour la France (142 vertébrés et 9 invertébrés protégés). Il présente notamment de nombreuses tourbières. Il a été classé zone de protection spéciale (ZPS) en janvier 1999. Le 2 février 2003, le bassin du Drugeon a été désigné site Ramsar.

### Faune du bassin du Drugeon

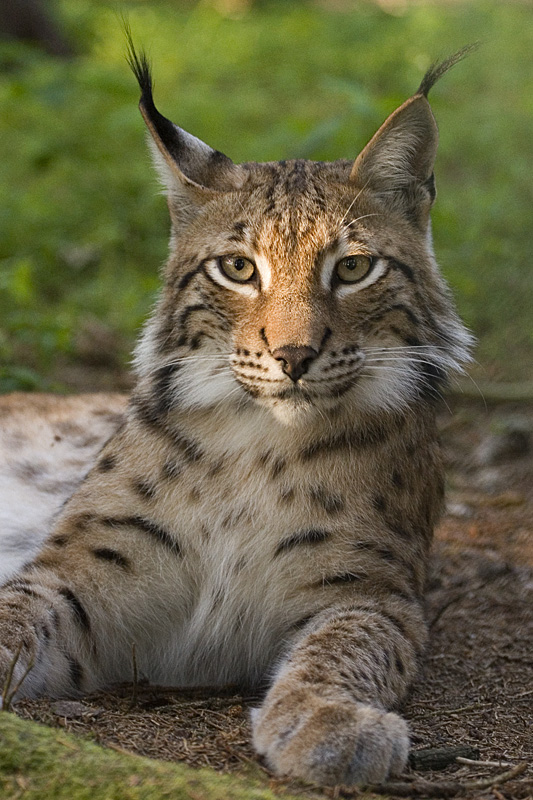
Lynx boréal.
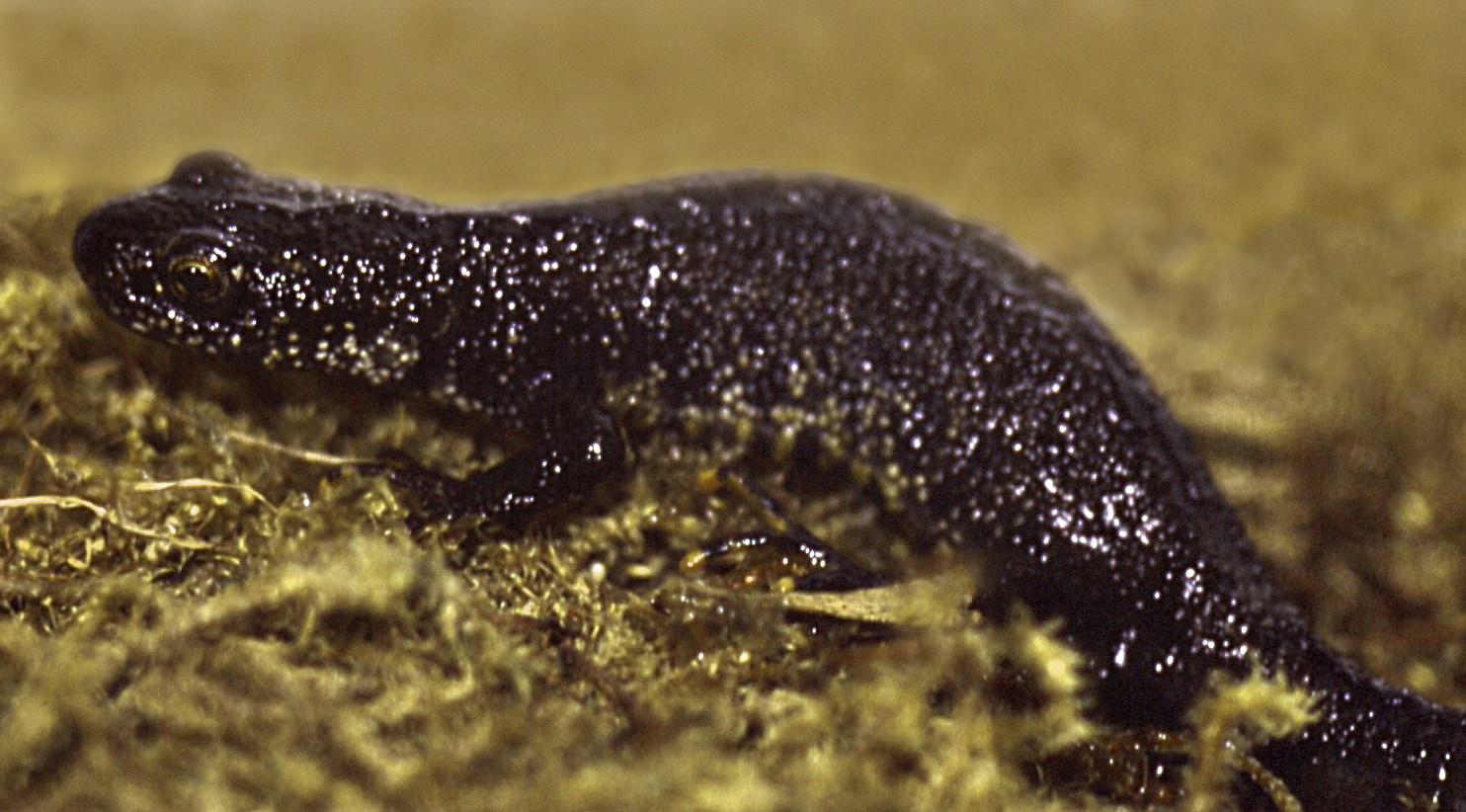
Triton à crête.
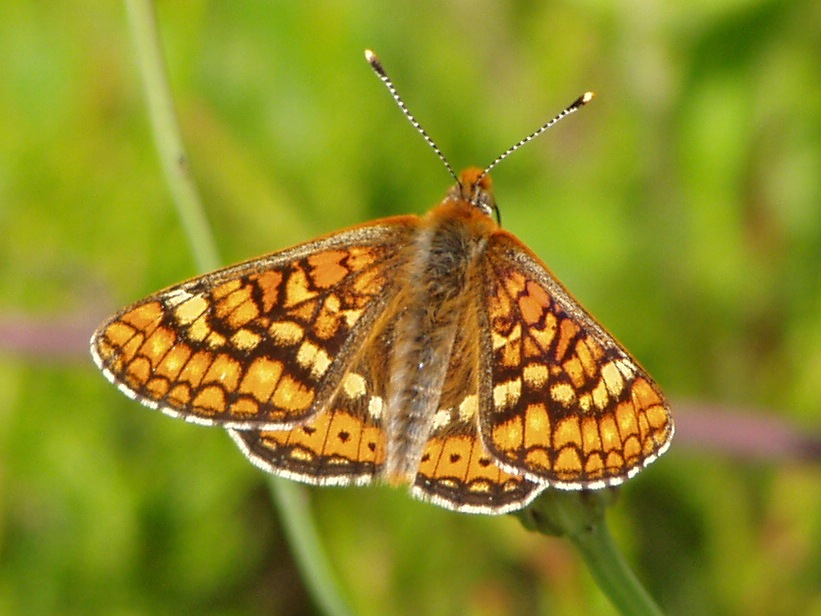
Damier de la succise.
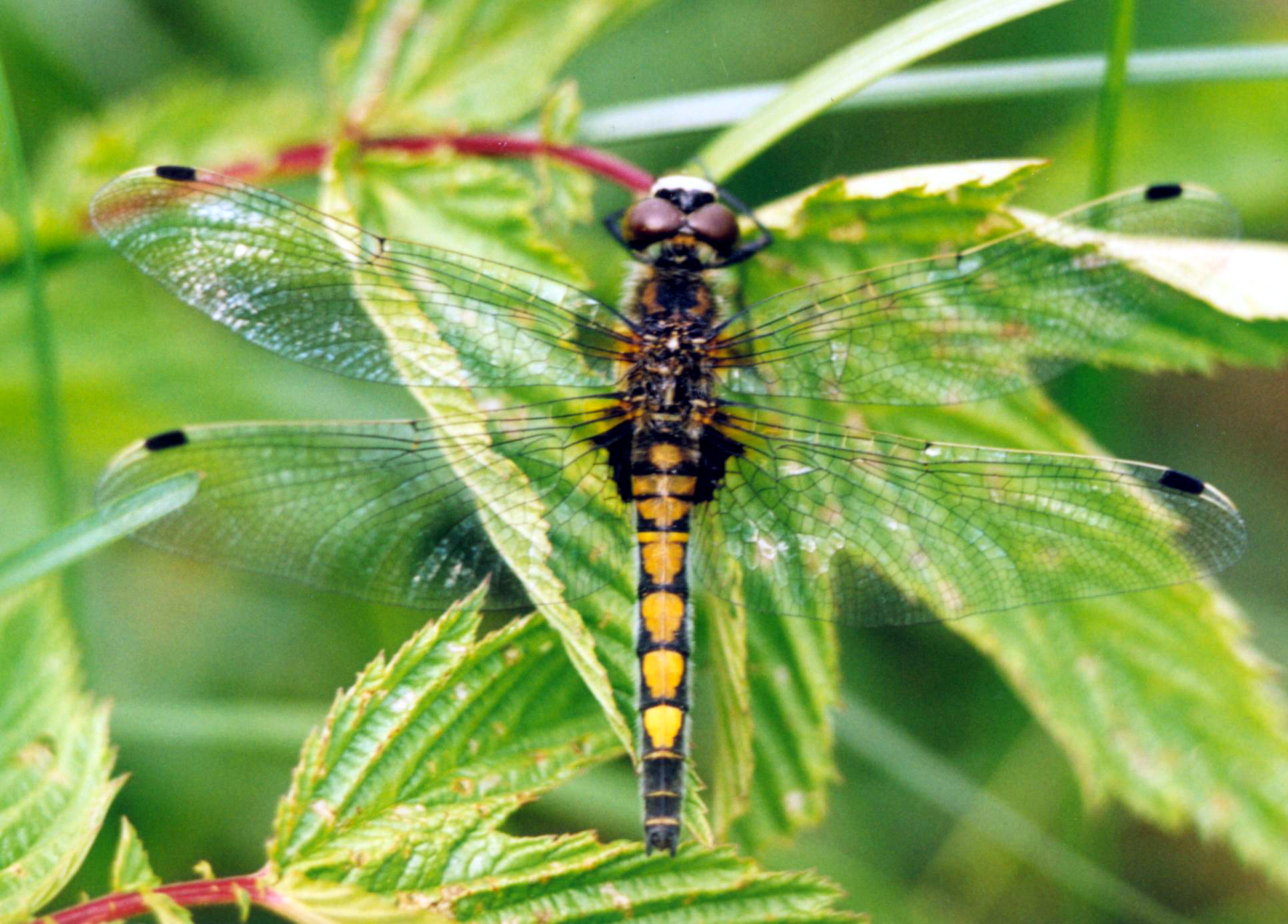
Leucorrhine à gros thorax.
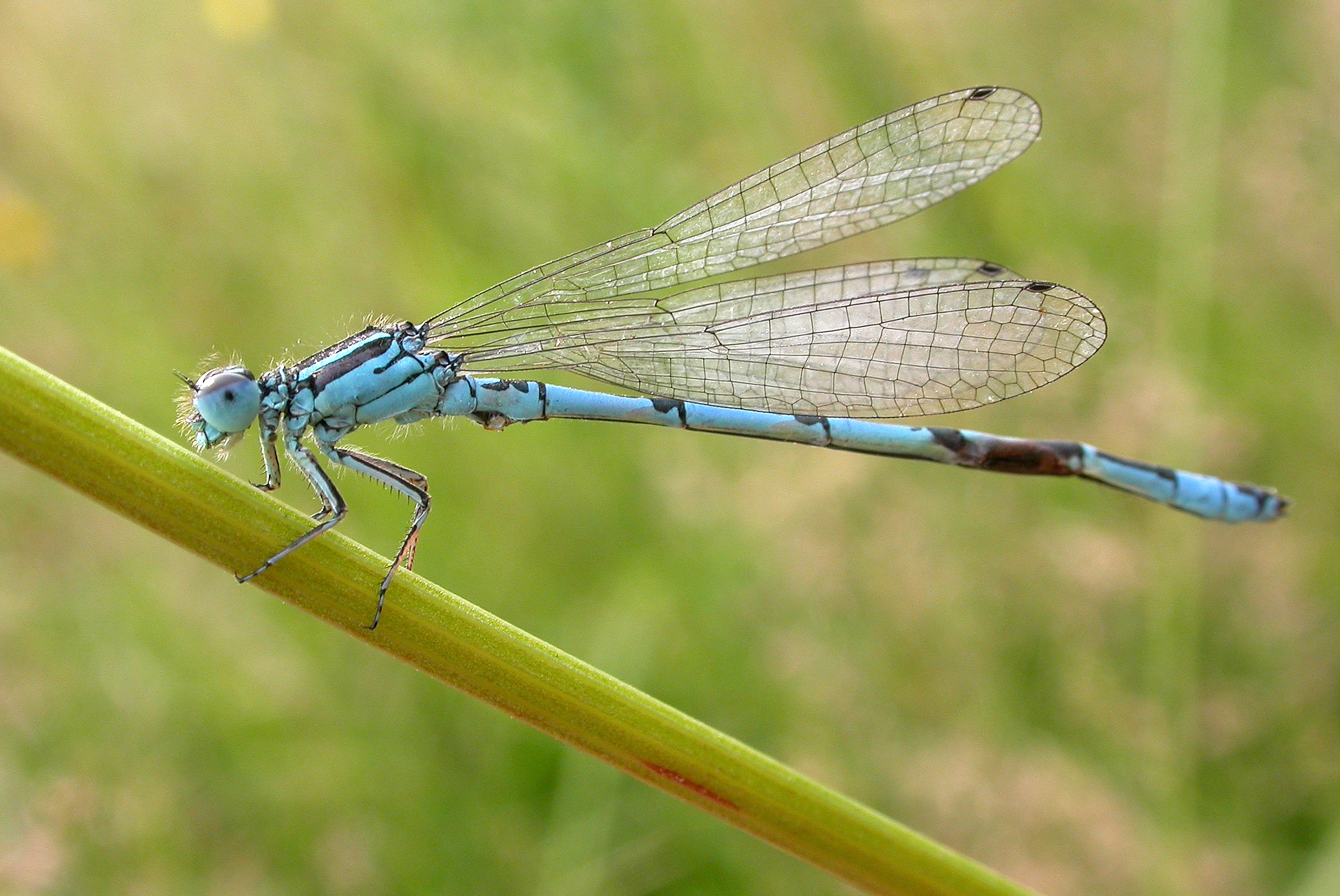
Coenagrion.
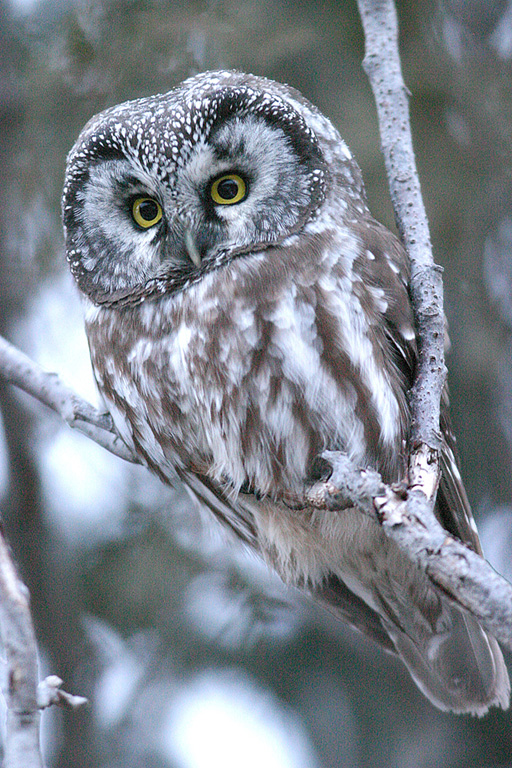
Chouette de Tengmalm.
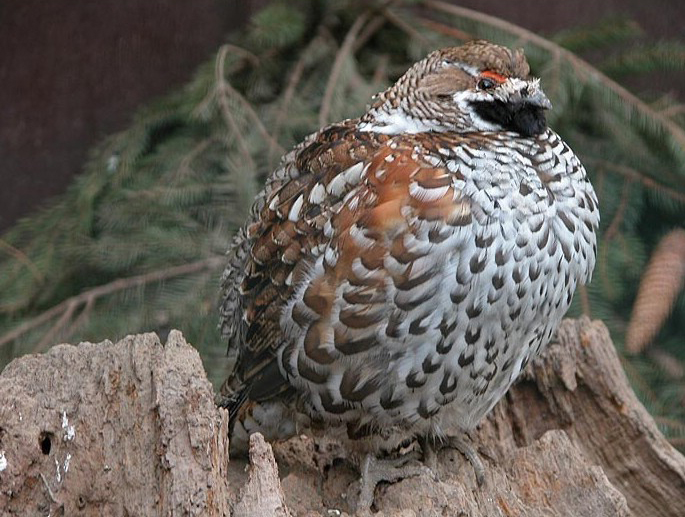
Gélinotte des bois.
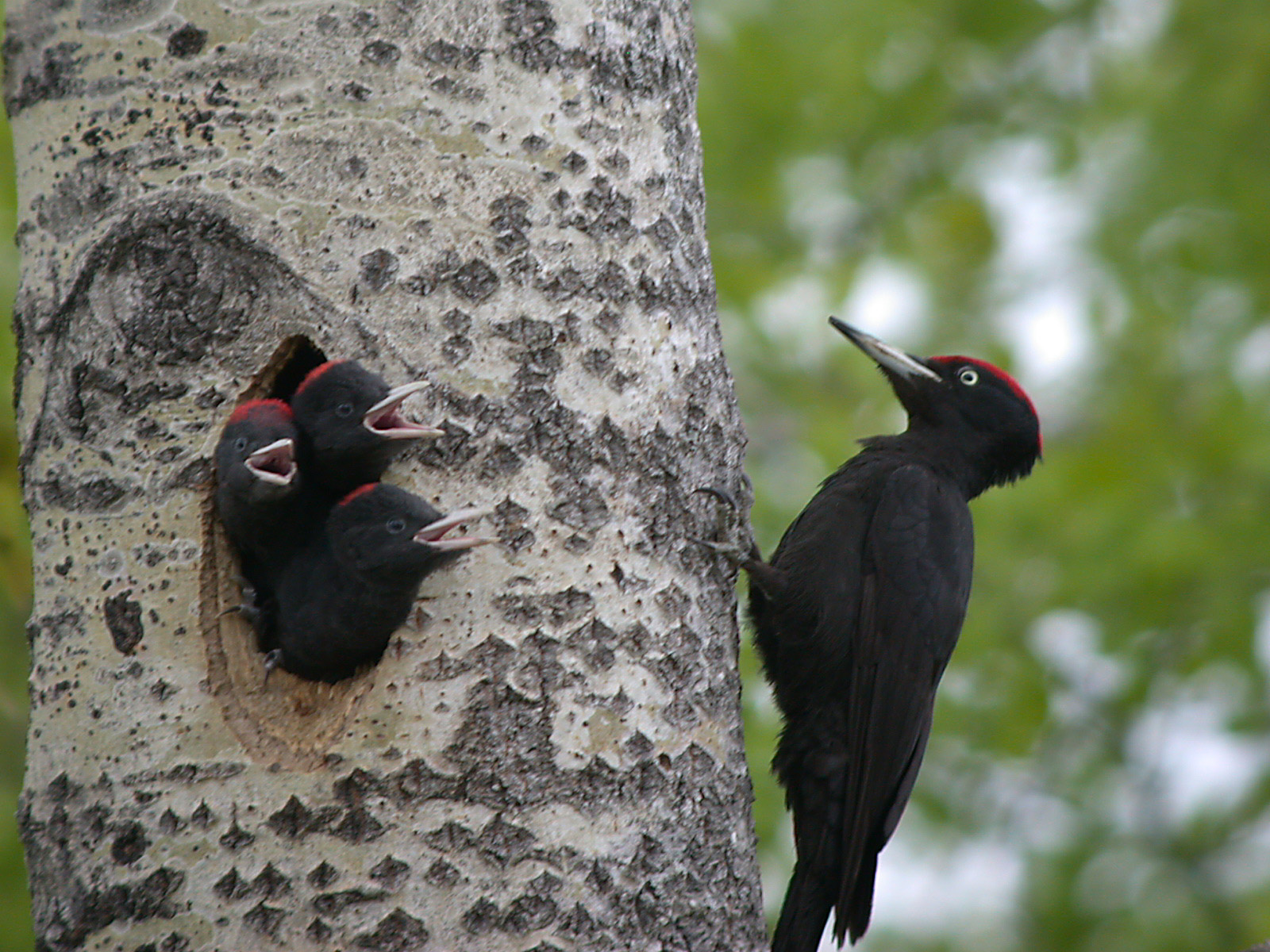
Pic noir.
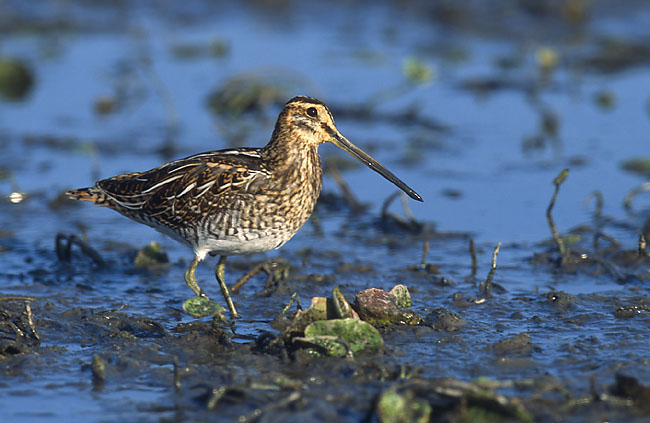
Bécassine des marais.
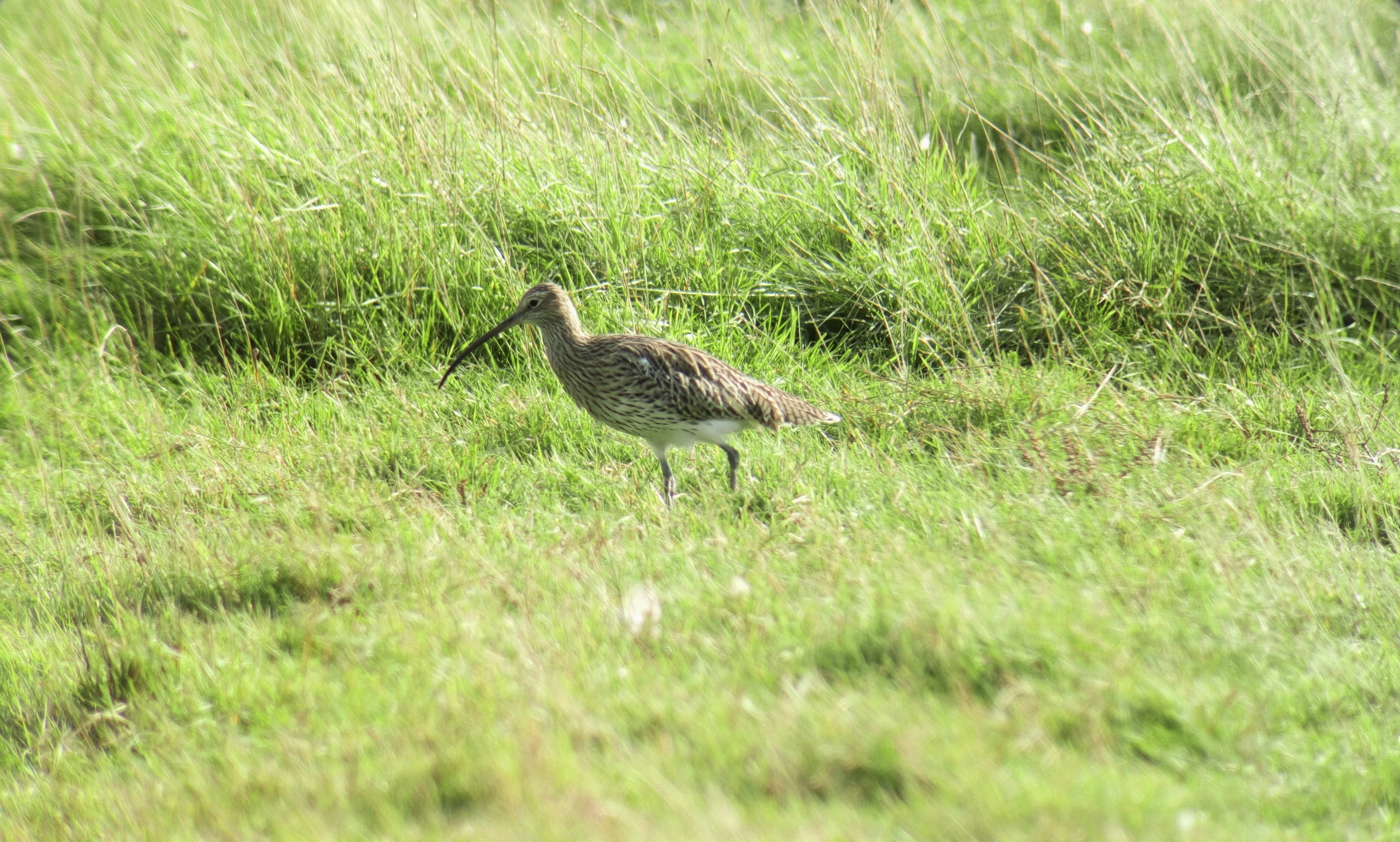
Courlis cendré - Numenius arquata (Linnaeus, 1758).
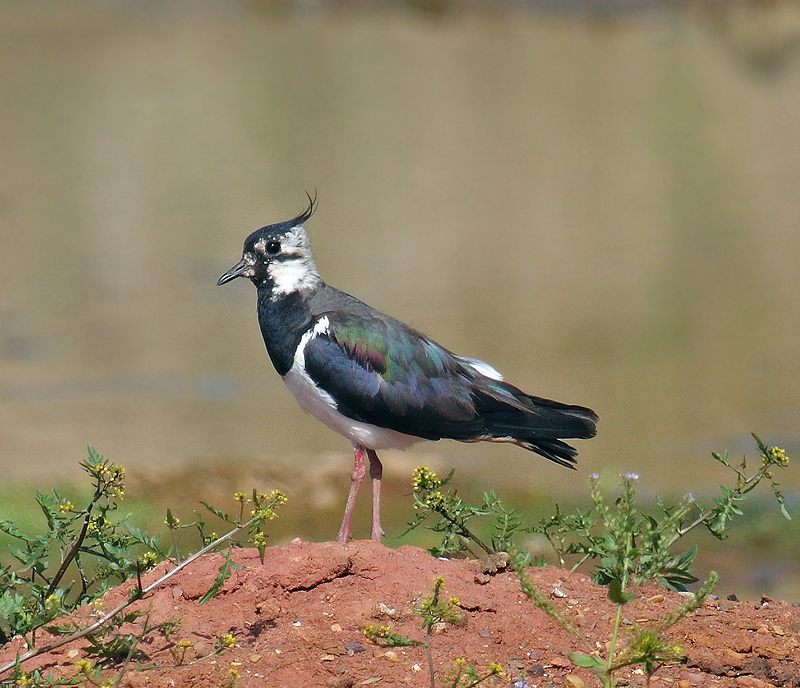
Vanneau huppé - Vanellus vanellus (Linnaeus, 1758).
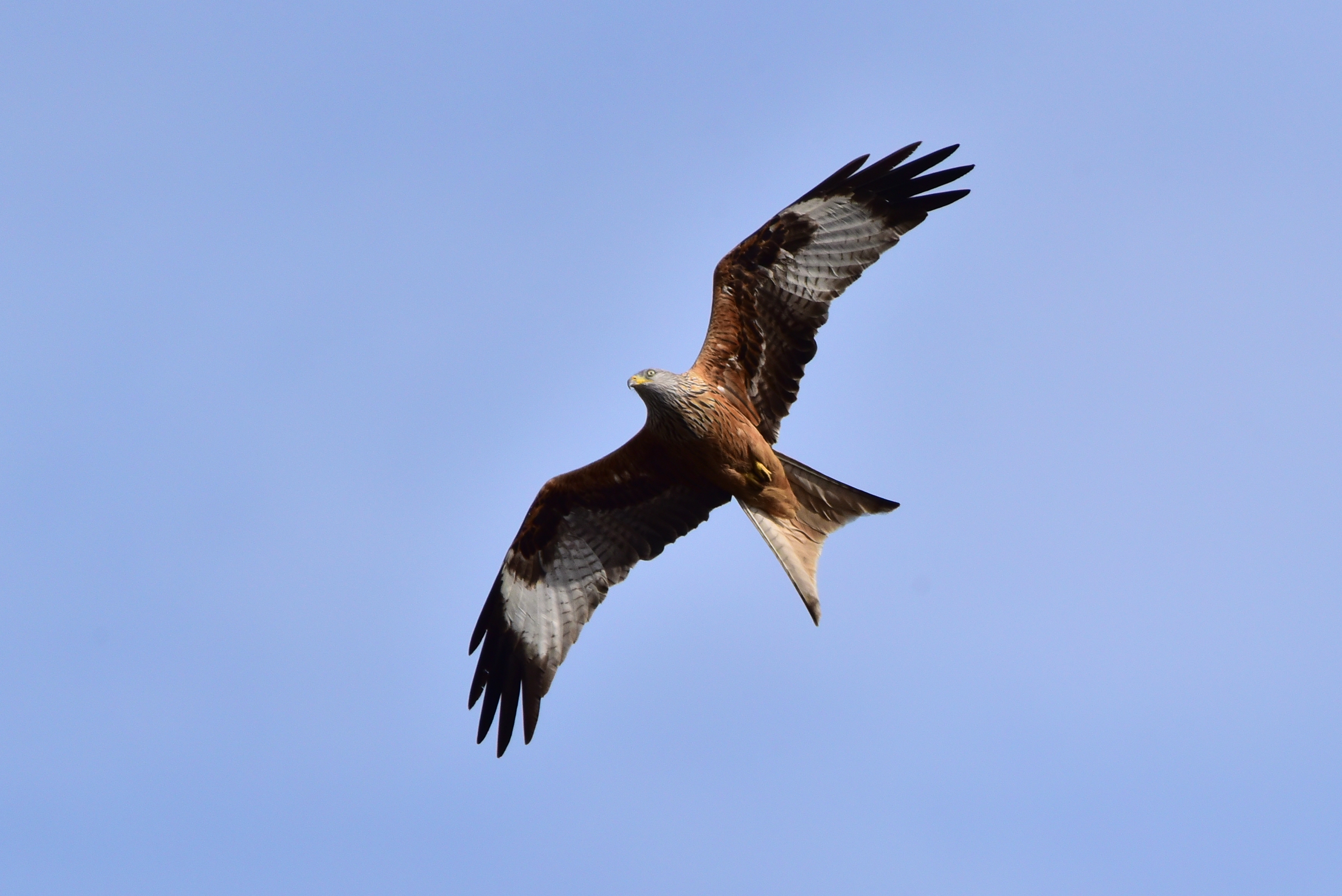
Milan royal - Milvus milvus (Linnaeus, 1758).

### Flore du bassin du Drugeon

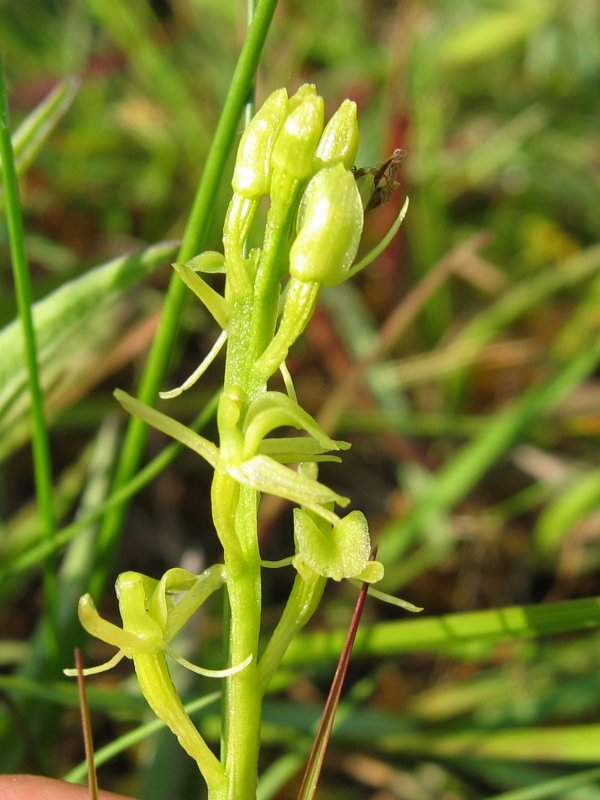
Liparis de Loesel.
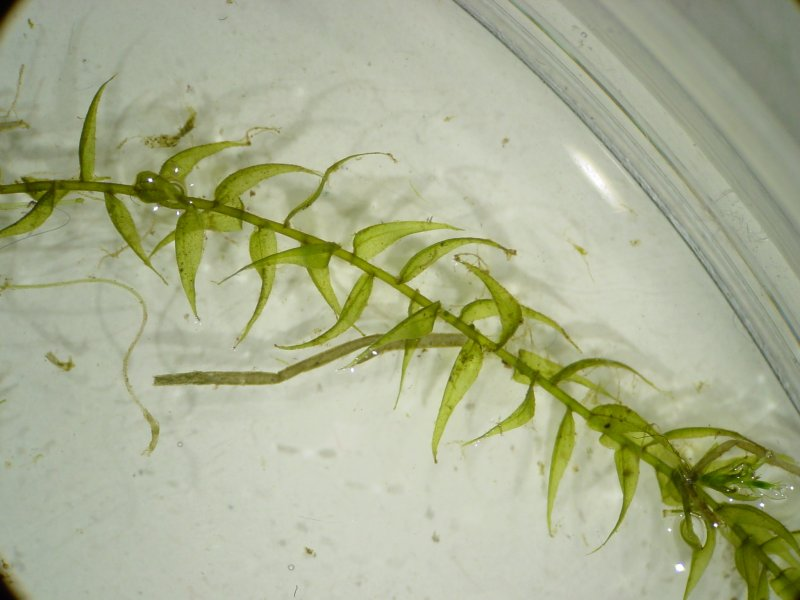
Drépanoclade brillant.
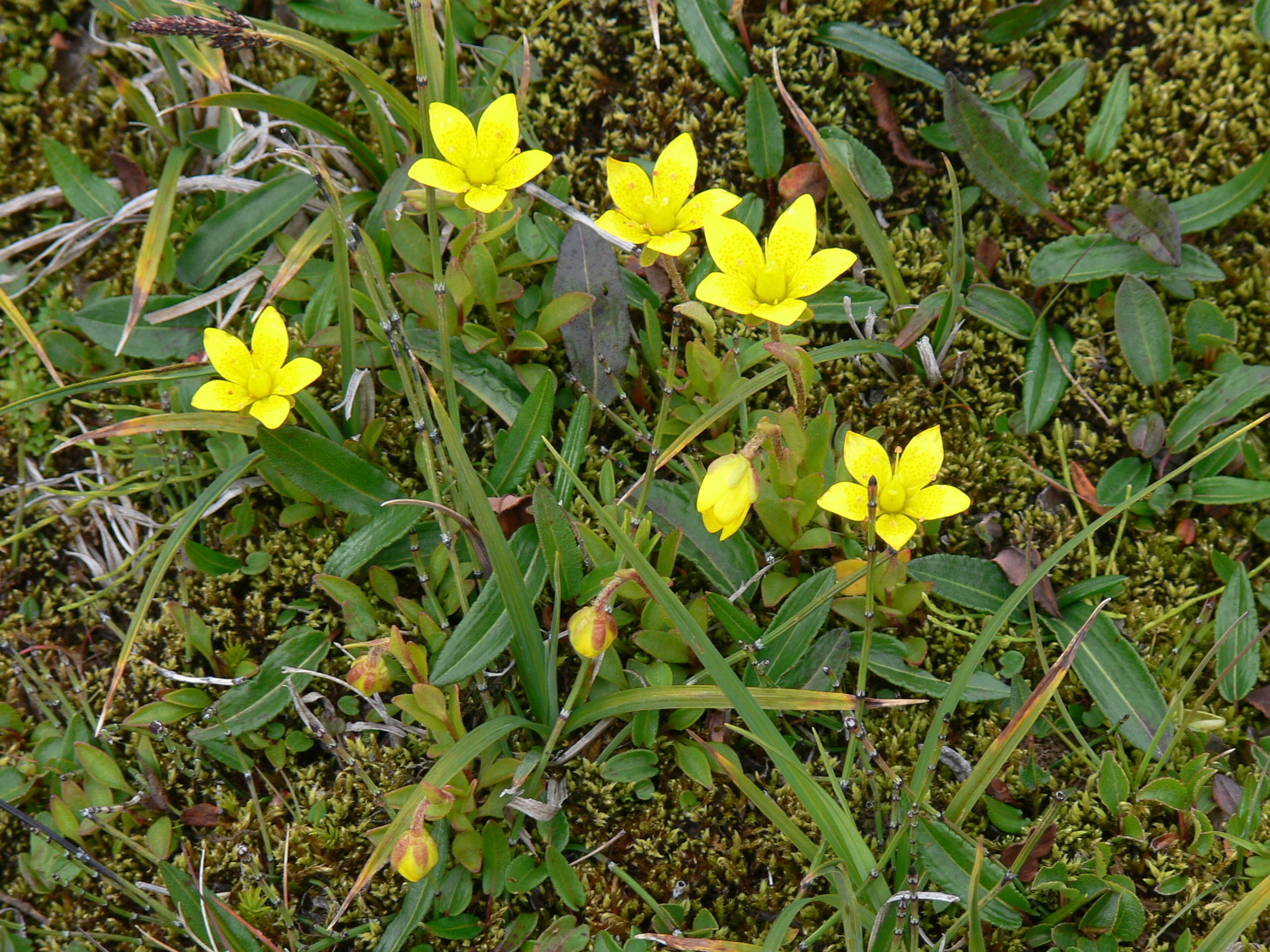
Saxifraga hirculus.

- Drépanoclade brillant (de) Drepanocladus (de)
- Saxifrage îil de Bouc (Saxifraga hirculus)

## Galerie

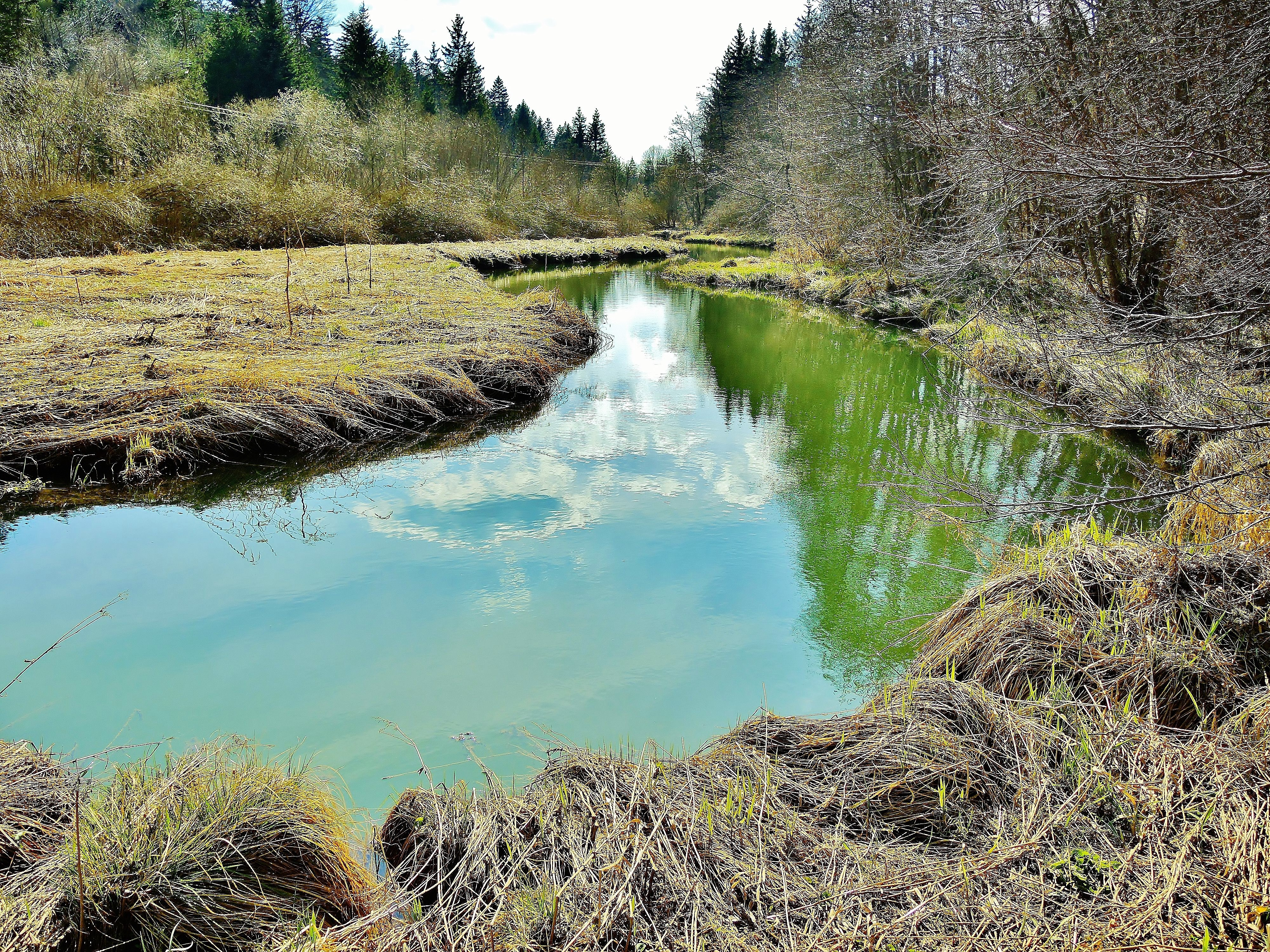
Le Drugeon en amont de Bonnevaux.
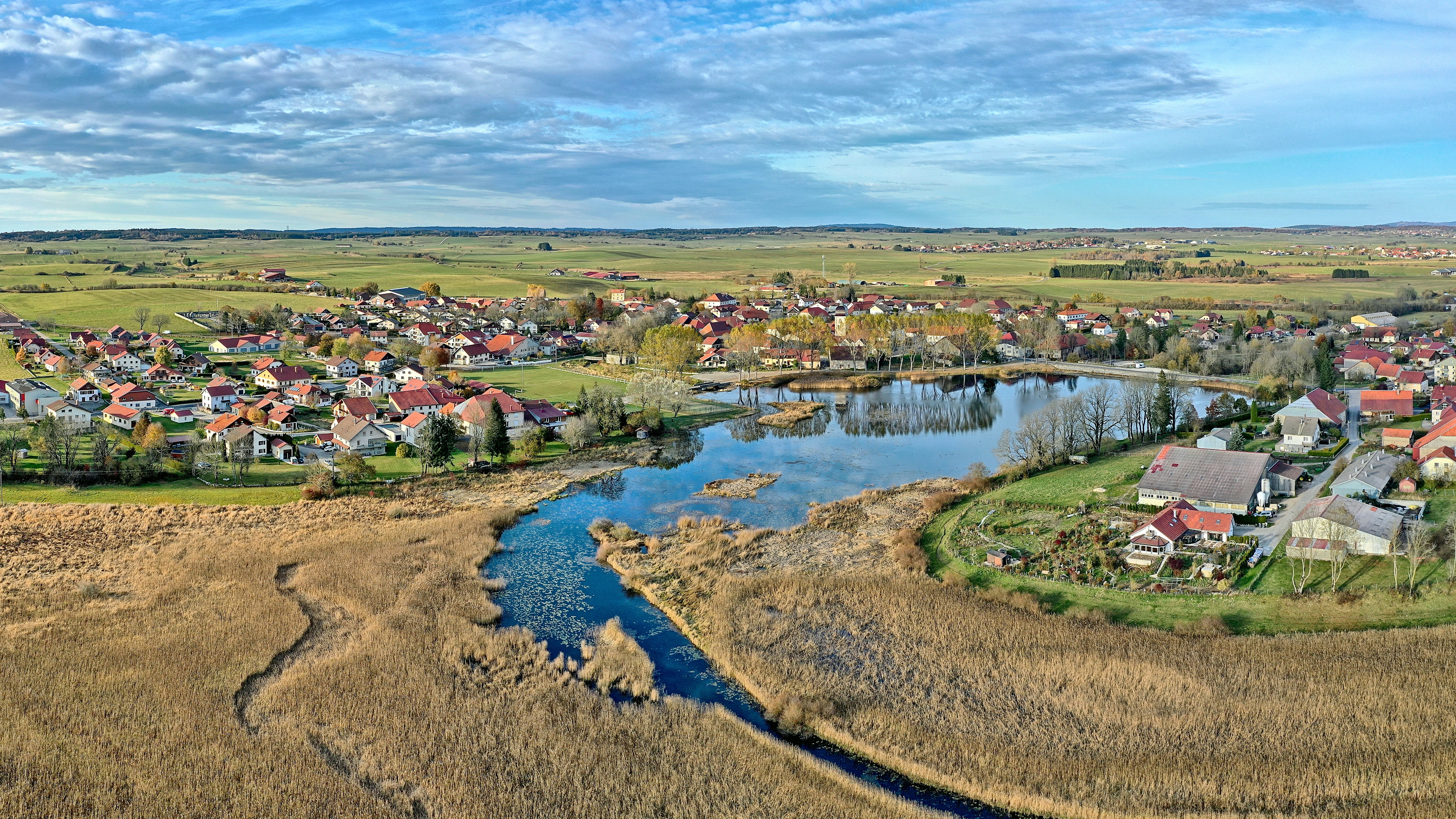
Le Drugeon et la retenue de l'ancien moulin à La Rivière-Drugeon.
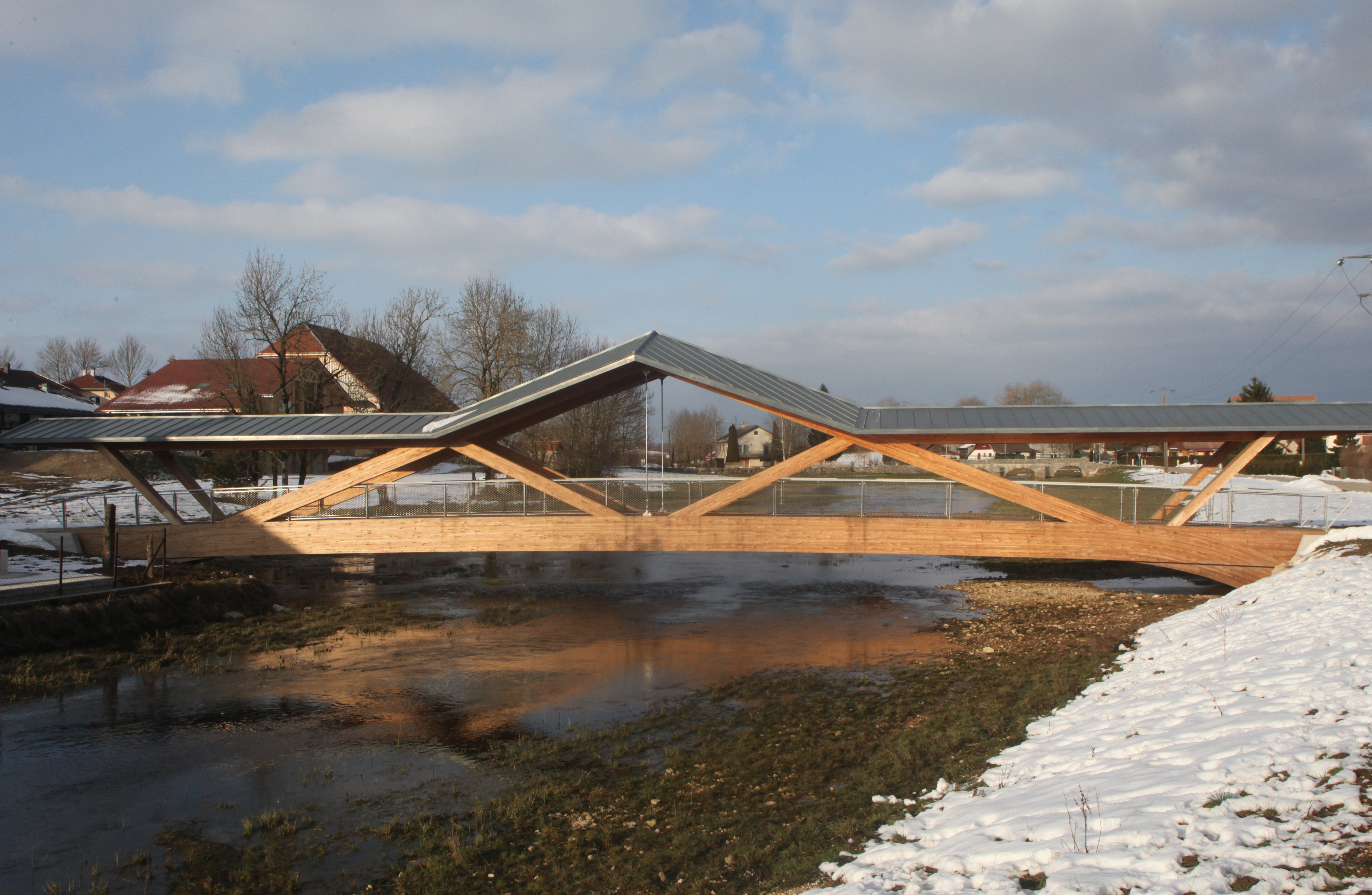
Passerelle sur le Drugeon à Bouverans.
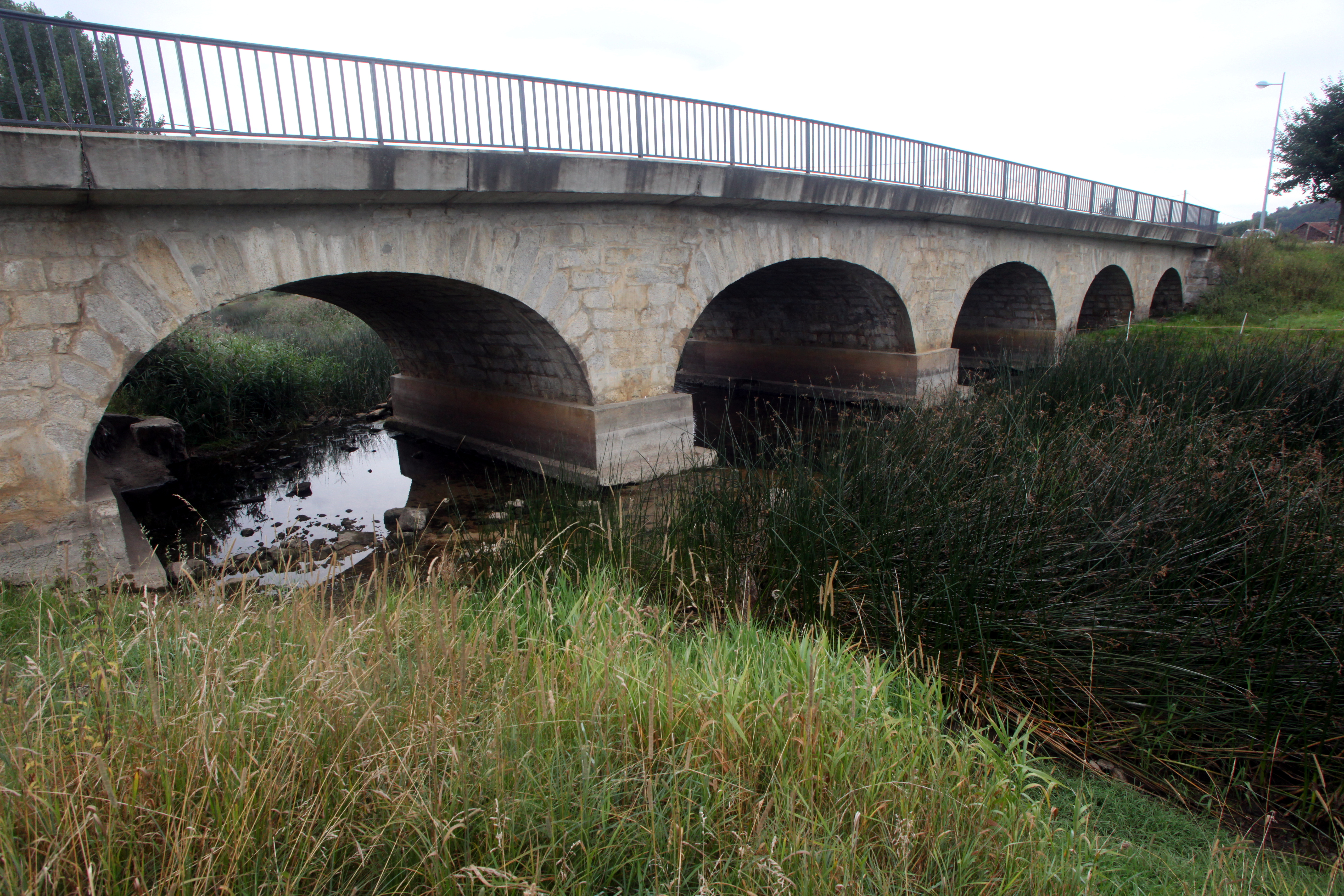
Pont sur le Drugeon à Houtaud.
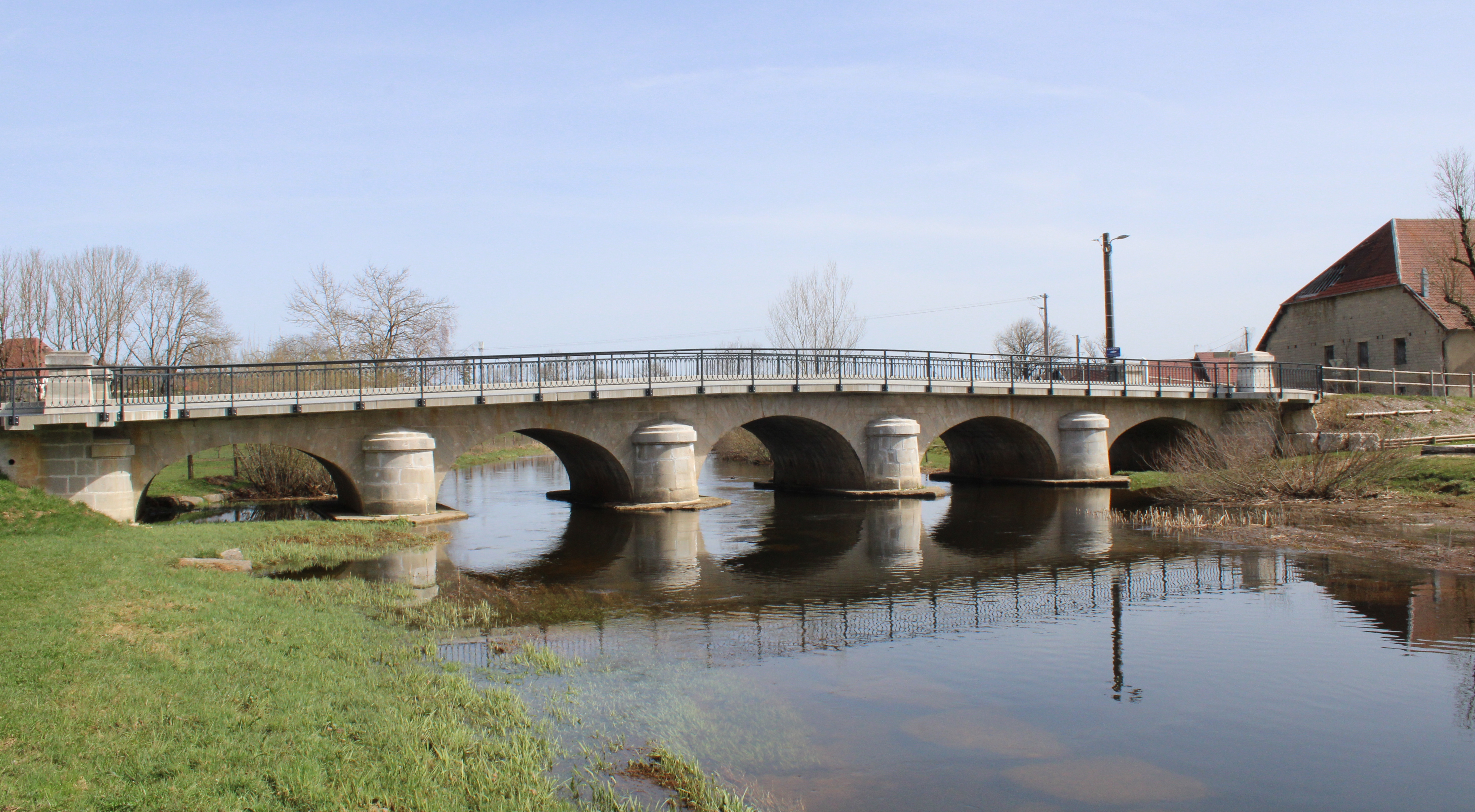
Pont sur le Drugeon à Dommartin.